# Thrixspermum
Thrixspermum é um género botânico pertencente à família das orquídeas (Orchidaceae). Também conheicdas como Sementes de Cabelo.